# 루트비히 블로흐베르거
루트비히 블로흐베르거(Ludwig Blochberger, 1982년 12월 3일 ~ )는 독일의 배우이다.

## 내력
블로흐베르거는 배우이자 영화 감독인 루츠 블로흐베르거의 아들이다. 1990년대 초반, 블로흐베르거는 드레스덴 성 십자가 합창단의 일원이였다. 오스트리아로 이동한 후, 1992년부터 1995년까지 빈 소년 합창단에서 활동했다. 부르크 극장에서 첫 연극 공연을 하였다. 블로흐베르거는 베를린 에른스트 부슈 연극예술대학교에서 공부를 하였다. 여러 TV 시리즈와 영화도 출연했으며, 영화에 처음 출연한 작품은 《썸머 스톰》이다.